# Dług publiczny Stanów Zjednoczonych
Dług publiczny Stanów Zjednoczonych – pieniądze pożyczone przez rząd federalny Stanów Zjednoczonych w postaci papierów wartościowych.
Dług publiczny USA obejmuje:

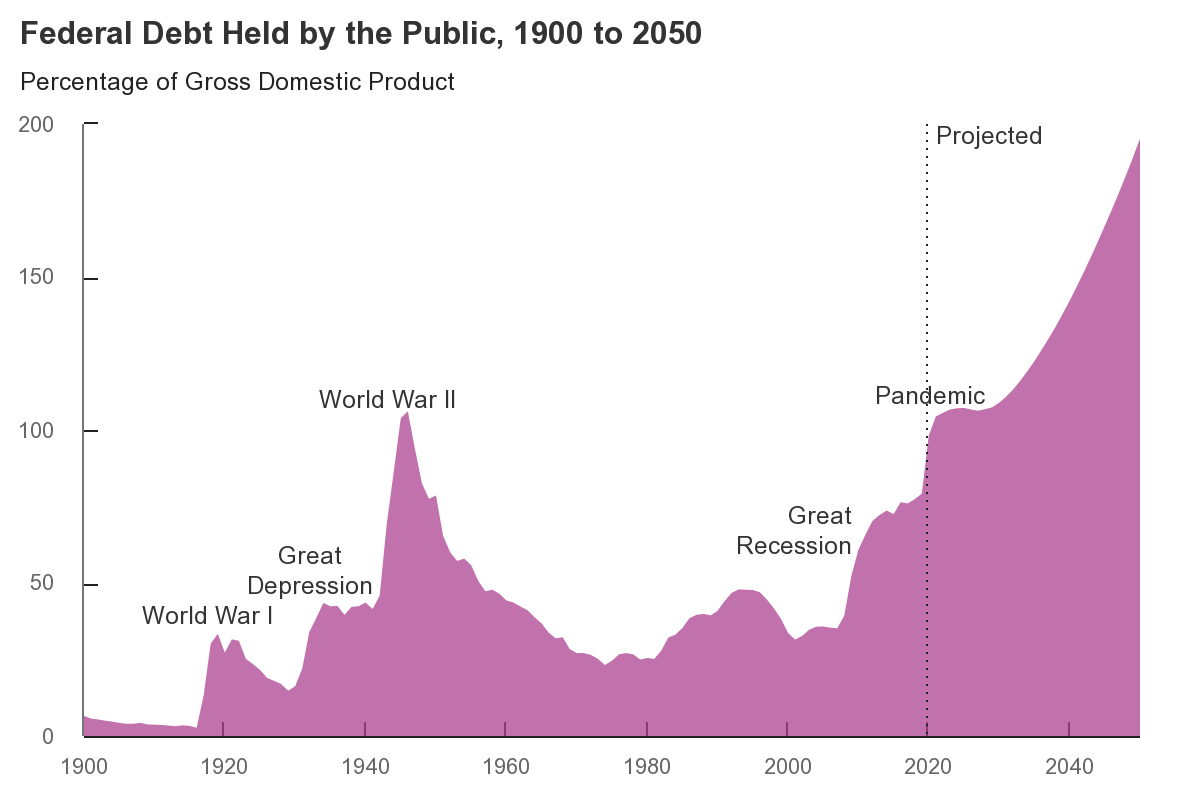
Wykres przedstawiający dług publiczny USA w odniesieniu do PKB w latach 1900–2050

- papiery wartościowe inwestorów spoza rządu federalnego
- papiery skarbowe na rachunkach zarządzanych przez rząd federalny (np. Fundusz Emerytalny)

W styczniu 2011 dług zagraniczny wyniósł 4,45 biliona dolarów. Stany Zjednoczone zadłużyły się u wielu państw, a największymi kredytodawcami były Chiny (1159,8 mld USD), Japonia (912,4 mld USD), Wielka Brytania (346,5 mld USD), OPEC (229,8 mld USD) oraz Brazylia (211,4 mld USD).
30 września 2014 r. całkowita wielkość długu publicznego wyniosła 17,824 biliona USD.
Na początku 2016 roku dług publiczny Stanów Zjednoczonych przekroczył 19 bilionów dolarów.
W 2020 roku dług publiczny USA w relacji do PKB wyniósł rekordowo od 50 lat – 128%.
W 2022 roku dług publiczny USA po raz pierwszy w historii przekroczył 31 bilionów dolarów.

## Wpływ na gospodarkę światową
Wierzycielami są państwa w dużej mierze zależne od sytuacji gospodarczej USA (np. Chiny, które są największym światowym eksporterem i nie są zainteresowane wycofywaniem swoich pieniędzy, ponieważ mogłoby to obniżyć ich eksport do USA). Największe obawy budzi jednak fakt, że dług publiczny USA wciąż rośnie. Zadłużenie Stanów Zjednoczonych jest jednak niższe od deficytu obrotów bieżących, a saldo obrotów bieżących uznawane jest przez ekonomistów za czynnik stymulujący wzrost międzynarodowej pozycji inwestycyjnej kraju. Nadwyżka obrotów to element umożliwiający spłacanie zadłużenia zagranicznego. Zdaniem Wim Boonstra – doradcy specjalnego Raboresearch, profesora ekonomii i polityki pieniężnej z Uniwersytetu w Amsterdamie: „Dopóki dolar amerykański pozostanie dominującą walutą światową, dopóty USA nie muszą martwić się o wielkość swojego zadłużenia. Sytuacja ta mogłaby się zmienić dopiero wtedy, gdyby rynki wymagały, aby USA finansowały swoje aktywa w walucie obcej – tak jak działo się przez krótki okres w latach 80. XX wieku, kiedy USA zaciągały kredyty również w jenach japońskich”.